# 1990年中国中央电视台春节联欢晚会
1990年中国中央电视台春节联欢晚会（简称1990年央视春晚）是中国中央电视台于1990年1月26日（农历己巳十二月三十除夕）為慶祝马年新年舉辦的綜藝性文藝晚會，于当晚20:00播出。由黄一鹤担任导演，赵忠祥担任主持人。
本届春晚仅有一位主持人，而总导演黄一鹤采用“组队比拼”的方式代班主持本届春晚，全场分为蓝队（歌舞队，队长阚丽君）、黄队（戏剧队，队长朱时茂）、红队（曲艺队，队长田连元）三队，并由李默然担任裁判，三队最终并列冠军。

## 节目单
| 序号     | 类型           | 节目名                                      | 表演者 |
| 1        | 歌曲           | 播放前7年春节联欢晚会片头、《万紫千红》     | 杭天琪、屠洪刚                                                                                             |
| 2        |                | 主持人介绍擂台赛队长和裁判                  | |
| 规定动作 |                |                                             | |
| 3        | 大联唱         | 《马字令》                                  | 杨学进、彭书民、张暴默、刘伟、唐杰忠、刘秉义、刘斌、马玉涛、胡松华、苏红、罗宁娜、陈佩斯、牛群、赵莉、姜昆 |
| 4        | 第一组独唱歌曲 | ①《闹新春》 ②《1234567》                    | 李丹阳 韦唯                                                                                                |
| 5        | 相声           | 《学唱歌》                                  | 姜昆、唐杰忠                                                                                               |
| 6        | 提线木偶       | 《小猴唱歌》                                | 黄奕缺、李扬                                                                                               |
| 7        |                | 三个队献对联                                | 蓝队：阚丽君、远征 黄队：冯巩、巩汉林 红队：刘伟、牛群                                                     |
| 8        |                | 《精彩一分钟》                              | 田连元、冯巩                                                                                               |
| 9        | 舞蹈小品       | 《背起那小妹妹》                            | 贾小平、纪广（山西省歌舞剧院）                                                                             |
| 10       | 歌曲           | 《自己的天空》、《我是风》                  | 文章 |
| 自选动作 |                |                                             | |
| 11       | 相声           | 《无所适从》                                | 牛群、冯巩                                                                                                 |
| 12       | 第二组独唱歌曲 | ①《大雁的故乡》 ②《牧野情歌》 ③《边塞风》   | 乌云塔娜 李玲玉 范琳琳                                                                                     |
| 13       | 小品           | 《相亲》                                    | 赵本山、黄晓娟                                                                                             |
| 14       | 舞蹈           | 《京剧迪斯科》                              | 银河少年电视艺术团                                                                                         |
| 15       | 歌曲           | 《献出心中诚与爱》、《我们爱这个错》        | 张明敏 |
| 16       | 相声           | 《三顾茅庐》                                | 刘伟、刘惠                                                                                                 |
| 17       | 第三组独唱歌曲 | ①《好大一棵树》 ②《小背篓》 ③《走在大街上》 | 张晓梅 宋祖英 鞠敬伟                                                                                       |
| 18       | 戏曲小品       | 拷红                                        | 郑岩、小香玉、李玲玉、雷英、吴琼                                                                           |
| 19       | 小品           | 《打麻将》                                  | 岳红、巩汉林                                                                                               |
| 20       | 舞蹈           | 《瞧这些婆姨们》                            | 山西省歌舞剧院                                                                                             |
| 21       | 相声           | 《二重唱》                                  | 戴志诚、郑健                                                                                               |
| 22       | 第四组独唱歌曲 | ①《望春》 ②《边关情似火》 ③《黑头发飘起来》 | 苏红、杭宏 杨洪基 杭天琪                                                                                   |
| 23       | 小品           | 《难兄难弟》                                | 严顺开、黄宏                                                                                               |
| 24       |                | 画家赠画                                    | 刘勃舒、王成喜、姚治华、石愚、吴东魁                                                                       |
| 挑战动作 |                |                                             | |
| 25       | 艺术体操       | 《健美变奏曲》                              | 北京体育学院                                                                                               |
| 26       | 哑剧小品       | 《举重》                                    | 王景愚 |
| 27       | 第五组独唱歌曲 | ①《当我们年轻的时候》 ②《西北汉子的红腰带》 | 翟春萍 张伟进                                                                                              |
| 28       | 歌曲           | 《小丑》                                    | 凌峰 |
| 29       | 小品           | 《主角与配角》                              | 陈佩斯、朱时茂                                                                                             |
| 30       | 第六组独唱歌曲 | ①《幸福是什么》 ②《前门情思——大碗茶》       | 崔海堂 李谷一                                                                                              |
| 31       | 京剧清唱       | 《定军山》                                  | 谭元寿 |
| 32       |                | 零点钟声                                    | |
| 33       |                | 江泽民、李鹏现场讲话                        | |
| 34       | 歌曲           | 《送给你》                                  | 魏金栋、刘玉婉                                                                                             |
| 35       | 歌曲           | 《山丹丹花开红艳艳》                        | 远征 |
| 36       |                | 裁判宣布评语                                | |
| 37       | 结束曲/片尾曲  | 《难忘今宵》（最后一曲）                    | 李谷一 |

## 影响
本届春晚中，赵本山、宋祖英、巩汉林均为首次亮相，此后赵本山连续22年在央视春晚舞台演出。时任中共中央总书记江泽民和中华人民共和国国务院总理李鹏亦前往本届春晚舞台发表讲话，之后向全国人民送上祝福，并与演员和观众握手。